# Blanca Martínez Fernández
Blanca Mart (Santa Coloma de Gramanet, 1945), nacida Blanca Martínez Fernández es una escritora española de ciencia ficción que residió durante años en México y allí publicó la mayor parte de su obra. Desde hace pocos años vive en Cataluña.

## Biografía
Blanca Martínez, también conocida como Blanca Mart, nació en Santa Coloma de Gramanet en 1945 y llegó a México con su familia en la década de los años ochenta. Es Licenciada en Historia por la UAB, tiene más de veinte libros publicados entre novela, cuento y ensayo. 
Fue, durante una década, colaboradora cercana del Orfeón Catalán de México, en el que coordinó el "Concurso de Narrativa Breve del Orfeón Catalán de México" y fungió como coordinadora de la colección Diálogo entre culturas, una serie de libros que publicaban autores mexicanos y catalanes. Es cofundadora de la Asociación Tirant lo Blanc de México y fundadora de la Asociación Tirant lo Blanc en Barcelona. También conformó la editorial El taller, en la que reúne escritores mexicanos y españoles de literatura fantástica.

## Perspectiva literaria
Blanca es conocida, sobre todo, por sus novelas y cuentos de ciencia ficción. Publicó un primer cuento de este género en 1981, en la revista Nueva Dimensión, pero su carrera literaria toma forma en publicaciones mexicanas. A partir de 1995, se incorpora a la revista Asimov Ciencia Ficción en español, como parte del consejo editorial, Directora de información (posteriormente cambió el nombre del cargo a redactora jefa y encargada de la sección "Reseñas estelares" Archivado el 12 de febrero de 2008 en Wayback Machine., en la que escribía sobre libros de ciencia ficción.
Acaba de ser antologada en el libro Distópicas. Antología de escritoras españolas de ciencia ficción. Edición de Libros de la Ballena, 2018, Servicio de publicaciones de la Universidad Autónoma de Madrid.
Sobre su obra han escrito estudiosos y académicos. Algunos ejemplos:
En la Enciclopedia de la literatura en México.
El arquitecto, escritor y artista visual Pedro Bayona escribió, en referencia a la novela El Espacio Aural (nominada al premio Ignotus en 2013), lo siguiente:
[Del] universo. El nuestro sería uno entre muchos. No hay comienzo ni final sino ciclos entre un Big Bang y el siguiente[...]. Existen propuestas de que el número de universos es infinito, que se encuentran “en otra parte” distinta del espacio ordinario, a la que los personajes de la novela acceden para toparse con realidades bi o multidimensionales. […]La heroína, Criseida Rhea […], junto con sus compañeros de aventura aceptan la diversas situaciones y las apariciones que parecieran descabelladas, pero que pertenecen a otro universo que se ha incrustado en el que transitan.

El académico Gabriel Trujillo  ha escrito sobre Blanca Martínez en varios de sus ensayos sobre ciencia ficción mexicana. En 2016 publicó Utopías y quimeras,  Archivado el 22 de julio de 2016 en Wayback Machine. en el que dedica un capítulo entero a esta autora: Blanca Martínez: la utopía de la esperanza:
Si tenemos que hablar de alguien que ha servido como puente cultural entre España y México, no podemos dejar de mencionar a Blanca Martínez, escritora que ha vivido los últimos veinte años a saltos entre ambos países y que es, sin duda, la mejor embajadora con que cuentan estos géneros literarios tan menospreciados por la república de las letras, especialmente en nuestra patria, tan proclive al esnobismo cultural.
Ya en su libro Biografías del futuro  Trujillo cita una reseña de Aldo Alba, sobre La era de los clones, la primera novela de Blanca Martínez:
Blanca Martínez nacida en Catalunya pero con una aclimatación que casi, casi la convierte en mexicana. Tiene la suficiente fuerza femenina para echar por tierra con afortunados disparos de láser de arseniuro de galio varios mitos. Uno, el antiquísimo de que las mujeres no escriben CF. Dos, aquel que dice que las space óperas murieron y están enterradas en un olvidado catafalco del planeta Marte, en descanso eterno.	Blanca Martínez acaba los dos mitos y en La era de los clones revive el género de la ópera espacial, le da un giro moderno y construye un universo literario muy diferente a todos aquellos que estamos acostumbrados a escribir o leer en este fin de siglo [...]. El Universo de Blanca está lleno de bellos y luminosos planetas, y poblado con hermosas razas extraterrestres.

## Obra
Para una bibliografía completa, se puede ver la ficha de Blanca Martínez en La tercera Fundación.

### Novela
- La era de los clones [versión breve de una novela de ciencia ficción], México: Ramón Llaca y Cía, 1998, 125 páginas. ISBN 968-7683-13-9
- La soledad de la meiga [novela corta], México: Goliardos, 2003, plaquette.
- La Nimiedad [novela intimista], Barcelona: Ediciones Carena, 2006, 101 páginas. ISBN 978-84-96357-60-0
- Lluvia sobre el barman [Novela policíaca], México: Ediciones FELOU, 2007, 105 páginas. ISBN 978-970-49-0004-5
- El Manuscrito Florentino [novela de ciencia ficción], en coautoría con Aldo Alba, México: El Taller, 2009.
- A la sombra del linaje [novela de ciencia ficción], Madrid:  Erídano. Asociación Alfa Eridiani, 2010, 126 páginas
- Els Fills de l'Atzar [novela de ciencia ficción. Versión completa de La era de los clones traducida al catalán], Barcelona: Pagès Editors, 2012, 256 páginas. ISBN 978-84-9975-257-0.
- El espacio aural [novela de ciencia ficción], Madrid: Erídano, Asociación Alfa Eridiani, 2012, 90 páginas. ISBN 978-1477560983
- El vuelo de la gaviota [novela policiaca breve], en la antología Tres Disparos, México: Lectorum, 2013, páginas 71 - 129. ISBN 978-607-457-291-9
- Dorian Eternity [novela de vampiros], México: Lectorum, 2013, 144 páginas. ISBN 978-607-457-275-9
- A la sombra de Mercurio [novela de ciencia ficción. Versión completa de La era de los clones, versión original], Madrid: Alfa Eridiani, 2014, 244 páginas. ISBN 978-1503350007
- Puerto Pirata. Aventuras del Piloto Austral Al Braker y la investigadora en guerras estelares Whissita Lena Reed, Madrid, Asociación Cultural Heroik, 2018, 196 páginas. ISBN 978-84-948762-0-2

### Cuento
- Cuentos del Archivo Hurus [antología de cuentos, ciencia ficción], México: Solar, 1998, 187 páginas. ISBN 968-6567-38-0
- Archivo Hurus II [antología de cuentos, ciencia ficción], México: Lectorum, 2002, 133 páginas. ISBN 968-5270-64-3
- Puerto Pirata aventuras del piloto austral Al Braker y la investigadora en guerras estelares Whissita Lena Reed [cuentos, ciencia ficción], Barcelona: Ediciones el Taller, 2015.

### Otros
- Diálogo entre culturas. Noemí Atamoros [biografía], México: Ediciones del Orfeó Catalán de México, 2002.

- Diálogo entre culturas II. Rosa María Durán i Gili [biografía], México: Ediciones del Orfeó Catalán de México, 2004.

- Sor Juana Inés de la Cruz [biografía para niños], México: Selector, 2004.

- Ficción Prospectiva [libro de texto], México: Instituto Internacional de Prospectiva, 2005.

- Cristóbal Colón [biografía para niños], México: Selector, 2006.

- Avatares [poesía], Madrid: Ediciones Torremozas, 2008, 62 páginas. ISBN 978-84-7839-417-3

- Lilia Márquez Balderas [biografía], México: Ideas Concytec, 2009.